# Tomaž Gorec
Tomaž Gorec, slovenski podjetnik, popotnik, avtor in youtuber, * 1. junij 1970, Novo mesto.

## Življenjepis
Tomaž Gorec se je mami Frančiški in očetu Jožefu je rodil v Novem mestu. Prva dva razreda osnovne šole je obiskoval v domačem Šentlovrencu, naslednja dva na Čatežu, višjo stopnjo pa je obiskoval v Trebnjem. Šolanje je nadaljeval na srednji gradbeni šoli v Novem mestu, nato pa služil vojaški rok v Kraljevu v Srbiji.
Leta 1986 je pri 16 letih prodajal računalniške programe. Čeprav se je njegova družina uspešno ukvarjala s proizvodnjo ter prodajo cementnih izdelkov, si je Tomaž želel lastne diskoteke in leta 1996 odprl diskoteko Africo. V tem času se je ukvarjal tudi s tiskarsko dejavnostjo, proizvodnjo alkoholne pijače, uvažanjem in prodajo baterij, kartuš, tonerjev ter tiskalnikov s Kitajske. Diskoteka Africa je po nekaj letih propadla. Leta 2005 se je kot eden prvih v Sloveniji začel ukvarjati s SEO optimizacijo spletnih strani. Na tem področju deluje še danes. Posvetil se je tudi predavanjem, seminarjem in delavnicam.
V mladosti je najpogosteje potoval s svojim bratom. Leti 2014 in 2015 je posvetil ustvarjanju spletnega vodnika za otok Krk, nato pa prek spletne strani I Love Journeys organiziral službo, ki je vključevala enomesečno potovanje po Filipinih. Na svoja potovanja pogosto vzame tudi sopotnike. Letno se odpravlja na daljša potovanja, vrača pa se v Bosno in Hercegovino, ki jo je doslej obiskal že približno 70-krat. Med drugim je leta 2021 z avtom obiskal Gruzijo ter za vsak dan svojega potovanja ustvaril nov videoposnetek, kar predstavlja začetek njegove Youtube kariere. Njegove priljubljene destinacije so še Indonezija, Maroko, Filipini, Ukrajina, države bivše Jugoslavije … Serijo njegovih potovanj predvajajo tudi na televiziji. Poleg tujine obiskuje tudi znane in manj znane kraje po Sloveniji.
O svojih potovanjih je Tomaž napisal tudi več člankov, njegov knjižni prvenec z naslovom Kako do prvih mest na Googlu (leta 2018) pa je priročnik, v katerem je podrobneje predstavil področje SEO optimizacije spletnih strani. Leta 2024 je Tomaž napisal svojo drugo knjigo z naslovom Vse se da, če se hoče. Gre za avtobiografijo, v kateri avtor opisuje svoje zasebno in poklicno življenje.
V zadnjem obdobju se Tomaž Gorec posebej rad ukvarja s snemanjem videoposnetkov, ki jih redno objavlja na svojem Youtube kanalu. Poleg reportaž s potovanj in izletov Tomaž objavlja tudi intervjuje z znanimi Slovenci in s sledilci deli svoja razmišljanja. Tomaž si lastne družine ni ustvaril in živi pri starših.